# Polyrrhiza lindenii
La orquídea fantasma en inglés : Ghost Orchid  (nombre binomial, Polyrrhiza lindenii) - no se debe de confundir con la "orquídea fantasma" euroasiática (Epipogium aphyllum) - es una planta perenne Hemicriptófito de la familia de las  orquídeas, (Orchidaceae).  Anteriormente incluida en Dendrophylax, esta orquídea se ha trasladado recientemente al género Polyrrhiza.

## Etimología
Nombres comunes :

Además de Ghost Orchid (orquídea fantasma), otros nombres comunes son  Palm Polly y White Frog Orchid.
Sinónimos :

- Aeranthes lindenii (Lindl.) Rchb.f. in W.G.Walpers, Ann. Bot. Syst. 6: 902 (1864).
- Angraecum lindenii Lindl., Gard. Chron. 1846(1): 135 (1846).
- Dendrophylax lindenii (Lindl.) Benth. ex Rolfe
- Polyradicion lindenii (Lindl.) Garay, J. Arnold Arbor. 50: 467 (1969). (este nombre aún lo utilizan numerosos autores).

En la base de datos del "World Checklist of Monocotyledons" del Real Jardín Botánico de Kew aún se considera como nombre aceptado el de Dendrophylax lindenii, mientras que Polyrrhiza lindenii está considerado como una sinonimia homotípica
El epíteto "lindenii" se debe a su descubridor, el recolector  belga de plantas Jean J. Linden quién vio esta orquídea por primera vez en Cuba en 1844. Más tarde fue encontrada en los Everglades de Florida.

## Hábitat
Esta orquídea es epífita, anclada en una red formando un gran amasijo, enredada en los árboles. Se encuentra en bosques húmedos, y zonas pantanosas en la Florida al sureste de EE. UU., en las Bahamas y Cuba.
Una « ghost orchid » fue observada en el verano de 2007 en el  Corkscrew Swamp Sanctuary, cerca de Naples, Florida.
Hay otros géneros de orquídeas que contienen plantas semejantes en Asia, Sudamérica y África. Más información se puede encontrar en "Jays Internet Orchid Species or Orchid Taxa" referida a estos Continentes.
Esta es una orquídea en peligro de extinción. Se ven raramente en colecciones y se están vendiendo por un precio elevado. El cultivo de esta orquídea se ha demostrado como un fracaso fuera de su hábitat. Requiere condiciones de cultivo muy especializadas. Necesita ser cultivada en el exterior en su propia piscina genética además de requerir una humedad alta. Esta orquídea se enumera en el apéndice II del CITES y está protegida completamente por el estado de la Florida y leyes federales de protección.

## Descripción
Esta orquídea epífita es una monocotiledónea excepcional, pues carece de tallo y hojas que se encuentran reducidos a las escamas. Consiste solamente en raíces planas, como cordeles, verdes. Estas raíces se utilizan para la absorción de la humedad y sus cloroplastos para la fotosíntesis. La capa externa, el velamen, se encarga de adquirir los nutrientes y el  agua. También protege las capas internas. 
Esta orquídea florece entre junio y agosto, con una a diez flores con fragancia que abren a la vez. La flor blanca es de 3 a 4 centímetros de anchura y de 7 a 9 cm de largo y se presenta en espiga que se eleva en tallo desde la raíz.  El pétalo inferior o labelo tiene dos largas proyecciones que se tuercen levemente hacia abajo, asemejándose a las patas traseras de una rana saltando. Sus brácteas son escarias, es decir, finas, secas, membranosas y con apariencia de papel.
Puesto que las raíces de esta orquídea se funden tan bien con el árbol, la flor parece a menudo flotar en medio del aire, de ahí el nombre de "orquídea fantasma".
La polinización la efectúa una polilla esfinge gigante, Cocytius antaeus, el único insecto local con la probóscide lo suficientemente larga. En este respecto se puede decir que este es el equivalente americano de la orquídea de Madagascar,  Angraecum sesquipedale (Angraecum), que condujo a Charles Darwin a predecir que alguna especie de polilla, entonces aún desconocida por la ciencia, sería descubierta como la que la polinizase. La gente de su tiempo dudaba de esto, pero algunos años más tarde tal polilla o mariposa nocturna fue encontrada.

## Curiosidades
La planta desempeñó un papel fundamental en el libro de no ficción The Orchid Thief (El ladrón de orquídeas), y en la película basada en el libro, Adaptation

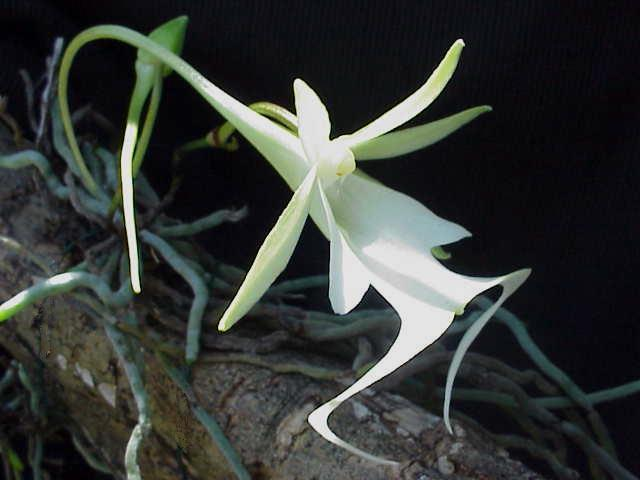
Imágenes por cortesía de Mick Fournier